# Pyszkowo

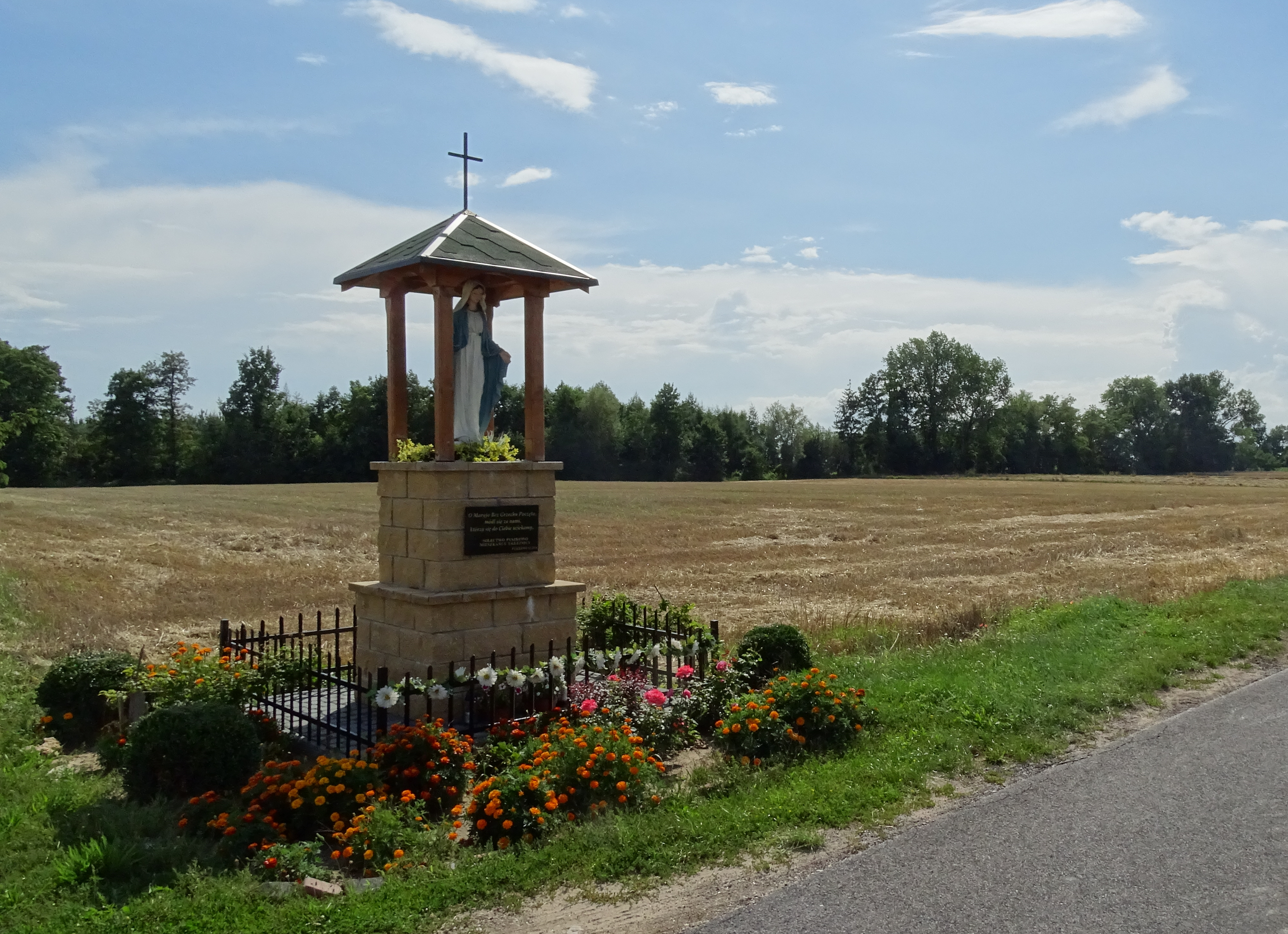
Przydrożna kapliczka.

Pyszkowo – wieś w Polsce, położona w województwie kujawsko-pomorskim, w powiecie włocławskim, w gminie Chodecz, w parafii Chodecz.
W latach 1975–1998 wieś administracyjnie należała do województwa włocławskiego.
Do 1954 roku wieś była siedzibą gminy Pyszkowo. Według Narodowego Spisu Powszechnego (III 2011 r.) liczyła 174 mieszkańców. Jest ósmą co do wielkości miejscowością gminy Chodecz.
We wsi znajdują się pozostałości parku dworskiego z dwoma stawami. W miejscowej świetlicy działa koło gospodyń wiejskich.

## Integralne części wsi
| SIMC    | Nazwa    | Rodzaj    |
| ------- | -------- | --------- |
| 1033510 | Biała    | część wsi |
| 0861067 | Malinowo | część wsi |

## Turystyka
W okresie letnim ożywa tu za sprawą pobliskiego Jeziora Szczytowskiego drobna turystyka. Otwierane są sezonowe sklepy, bary, a mieszkańcy wsi zarabiają dzięki bezpośredniej sprzedaży płodów rolnych, budowie domków letniskowych, a także dodatkowym atrakcjom takim jak np. jazda konna.
Od roku 2015 w lipcu na boisku przy świetlicy wiejskiej organizowane są festyny.

## Historia
29 czerwca 1238 roku podpisano tu układ między księciem kujawskim Kazimierzem a Zakonem Krzyżackim. Obecni na nim byli również między innymi biskup Kujawski Michał, Palatyn mazowiecki Bogusław, czy kasztelanowie z Kruszwicy Marcin i z Bydgoszczy Sulisław, podkomorzowie z Kujaw i Mazowsza. Oryginał dokumentu znajduje się w Muzeum Zakonu Krzyżackiego w Berlinie. 
W roku 1557 wieś należała do Andrzeja Kretkowskiego kasztelana kowalskiego. 
W 1827 roku miejscowość zamieszkiwały 154 osoby, w roku 1887- 190. W południowo-wschodniej części wsi działała wówczas kopalnia torfu. Od XIX w do 1954 r. wieś gminna – gmina Pyszkowo. 
16 kwietnia 1888 roku w Pyszkowie urodził się Witold Ciechomski. Major 2go Pułku Ułanów Grochowskich, odznaczony orderem Virtutti Militari.
26 stycznia 1907 roku uchwałą zebrania chłopów Gminy Pyszkowo odmówiono płacenia składek na rzecz Straży Ziemskiej oraz prenumeraty urzędowych Dzienników. W związku z tą sprawą aresztowano 3 osoby. 
W roku 2004 zlikwidowano tu szkołę podstawową powstałą jeszcze w okresie zaborów.